# 松村孫兵衛
松村 孫兵衛（まつむら まごべえ、前名・峰太郎、1868年5月1日〈慶応4年4月9日〉 - 没年不明）は、日本の地主、商人（伊勢屋、質商）、政治家、会社役員。東京府北豊島郡会議員。板橋町長。板橋町会議員。

## 経歴
板橋町生まれ。先代・孫兵衛の長男。1904年、家督を相続し、前名・峰太郎を改め襲名した。旅館「伊勢孫」を経営したが後に廃業した。「伊勢屋」と称し、質業を営んだ。
1905年、板橋町会議員に選出される。板橋町長に2回当選した。1915年、北豊島郡会議員に当選した。
また各種委員、板橋郵便局長、板橋自動車、中央土地建物、日本元素鋼鐡各取締役、中央土地建物監査役などをつとめた。

## 人物
人格、徳望が一世に高く同町の花井源兵衛と併称された。
趣味は謡曲、絵画、和歌。住所は東京府北豊島郡板橋町大字下板橋、板橋区板橋。

## 家族・親族
松村家
- 父・孫兵衛[1][5][14][15]、あるいは孫平衛[3]
- 妹[5]
- 三男・万三郎[1]（1903年 - ?、地主[7]・家主、伊勢屋質業[4]、松村機械製作所社長[16]）
  - 同妻・しげ（茨城、櫻井佐武郎の姉）[1]
- 四男・松四郎[16]（1905年 - ?、地主・家主[6][7]、伊勢屋質業[4]） - 1938年、松村機械製作所創立、代表に就任[16]。宗教は真宗[16]。趣味は写真[16]。
  - 同妻[16]
  - 同長男[16]
  - 同二男[16]
- 娘[1]